# Malaysias Grand Prix 2007
Malaysias Grand Prix 2007 var det andra av 17 lopp ingående i formel 1-VM 2007.

## Rapport
Startordningen var Felipe Massa, Fernando Alonso, Kimi Räikkönen och Lewis Hamilton och loppet blev också en affär mellan Ferrari och McLaren. Alonso passerade Massa redan i första kurvan samtidigt som Hamilton körde om både Räikkönen och Massa och intog andraplatsen. Nu kunde Alonso dra iväg i skydd av sin stallkamrat som hindrade alla attacker bakifrån. Massa gjorde tidigt ett försök att ta över andraplatsen, men gjorde ett misstag. Han hamnade vid sidan av banan, men kom snabbt tillbaka men då på femte plats. McLaren vann en dubbelseger, vilket man inte gjort sedan i Brasilien 2005.

## Resultat

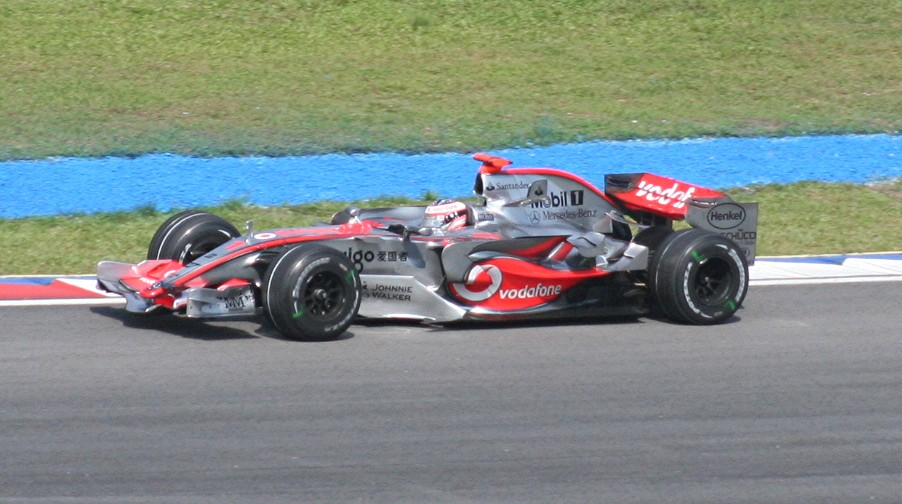
Fernando Alonso vann loppet.

1. Fernando Alonso, McLaren-Mercedes, 10 poäng
2. Lewis Hamilton, McLaren-Mercedes, 8
3. Kimi Räikkönen, Ferrari, 6
4. Nick Heidfeld, BMW, 5
5. Felipe Massa, Ferrari, 4
6. Giancarlo Fisichella, Renault, 3
7. Jarno Trulli, Toyota, 2
8. Heikki Kovalainen, Renault, 1
9. Alexander Wurz, Williams-Toyota
10. Mark Webber, Red Bull-Renault
11. Rubens Barrichello, Honda
12. Jenson Button, Honda
13. Takuma Sato, Super Aguri-Honda
14. Scott Speed, Toro Rosso-Ferrari
15. Ralf Schumacher, Toyota
16. Anthony Davidson, Super Aguri-Honda
17. Vitantonio Liuzzi, Toro Rosso-Ferrari
18. Robert Kubica, BMW

### Förare som bröt loppet
1. Nico Rosberg, Williams-Toyota (varv 42, hydraulik)
2. David Coulthard, Red Bull-Renault (36, bromsar)
3. Christijan Albers, Spyker-Ferrari (7, motor)
4. Adrian Sutil, Spyker-Ferrari (0, olycka)